# Listă de filme americane din 1914
Aceasta este o listă de filme americane din 1914:
| Titlu                                        | Regizor                                            | Actori                                                                                               | Gen                   | Note                                                                                          |
| -------------------------------------------- | -------------------------------------------------- | --- | --------------------- | --------------------------------------------------------------------------------------------- |
| The Amateur Detective                        | Carroll Fleming                                    | Carey L. Hastings, Ernest C. Warde, Muriel Ostriche                                                  | Comedie               |                                                                                               |
| The Archeologist                             | Henry Otto                                         | Charlotte Burton, Edward Coxen, George Field, Winifred Greenwood, John Steppling                     | Dramatic              |                                                                                               |
| At the Potter's Wheel                        | Lorimer Johnston                                   | Charlotte Burton, Sydney Ayres, Caroline Frances Cooke, Louise Lester, Jack Richardson, Vivian Rich  | Dramatic              |                                                                                               |
| The Avenging Conscience                      | D. W. Griffith                                     | Henry B. Walthall, Blanche Sweet                                                                     | Dramatic, groază      |                                                                                               |
| Back to the Farm                             | Oliver Hardy                                       | Herbert Tracey, Royal Byron, Eloise Willard, Mabel Paige, Oliver Hardy                               | Comedie               |                                                                                               |
| The Baggage Smasher                          |                                                    | Fatty Arbuckle                                                                                       | Comedie               |                                                                                               |
| The Bargain                                  | Reginald Barker                                    | William S. Hart (debut), J. Barney Sherry, Clara Williams                                            | Western               | Adăugat în National Film Registry în 2010.                                                    |
| Barnyard Flirtations                         | Fatty Arbuckle                                     | Fatty Arbuckle                                                                                       | Comedie               |                                                                                               |
| A Bath House Beauty                          | Fatty Arbuckle                                     | Fatty Arbuckle                                                                                       | Comedie               |                                                                                               |
| The Battle of the Sexes                      | D. W. Griffith                                     | Donald Crisp, Lilian Gish                                                                            | Dramatic              |                                                                                               |
| The Beggar Child                             | William Desmond Taylor                             | Charlotte Burton, Edward Coxen, George Field, Winifred Greenwood, John Steppling                     |                       |                                                                                               |
| Between Showers                              | Henry Lehrman                                      | Charlie Chaplin, Ford Sterling, Chester Conklin                                                      |                       | Filmat la Keystone Studios                                                                    |
| Billy's Rival                                | William Desmond Taylor                             | William Garwood, Louise Lester, Jack Richardson, Vivian Rich. Harry von Meter                        |                       |                                                                                               |
| A Blowout at Santa Banana                    |                                                    | Charlotte Burton, Sydney Ayres, Louise Lester, Jack Richardson                                       | Comedie               |                                                                                               |
| The Body in the Trunk                        | John O'Brien                                       | William Garwood, George Larkin                                                                       |                       |                                                                                               |
| Break, Break, Break                          | Harry A. Pollard                                   | B. Reeves Eason, William Garwood, Louise Lester, Jack Richardson, Vivian Rich, Harry von Meter       | Dramatic              |                                                                                               |
| Brewster's Millions                          | Oscar Apfel, Cecil B. DeMille                      | Edward Abeles, Sydney Deane, Joseph Singleton                                                        | Comedie               |                                                                                               |
| Brute Force                                  | D. W. Griffith                                     | Robert Harron, Mae Marsh, William J. Butler, Wilfred Lucas                                           | Dramatic              |                                                                                               |
| Business Versus Love                         | Tom Ricketts                                       | Edward Coxen, Winifred Greenwood, Harry von Meter, Jack Richardson                                   |                       |                                                                                               |
| A Busy Day                                   | Charlie Chaplin                                    | Charlie Chaplin, Mack Swain, Phyllis Allen                                                           | Comedie               | Cu o apariție cameo a lui Mack Sennett                                                        |
| The Butterfly                                | Tom Ricketts                                       | Charlotte Burton, George Field, Edward Coxen, Edith Borella, Jean Durrell, Ida Lewis, John Steppling |                       |                                                                                               |
| Calamity Anne's Love Affair                  | Tom Ricketts                                       | Charlotte Burton, Louise Lester, George Field, Edith Borella, B. Reeves Eason                        | Western               | Ultimul film din seria Calamity Anne                                                          |
| The Call of the North                        | Oscar Apfel, Cecil B. DeMille                      | Robert Edeson, Theodore Roberts                                                                      | Aventuri              |                                                                                               |
| The Call of the Traumerei                    | Jacques Jaccard și Lorimer Johnston                | Charlotte Burton, Sydney Ayres, Caroline Frances Cooke, Jack Richardson                              |                       |                                                                                               |
| The Cameo of the Yellowstone                 | Sydney Ayres                                       | William Garwood, Harry De Vere, Louise Lester                                                        | Western               |                                                                                               |
| Captain Alvarez                              | Rollin S. Sturgeon                                 | Edith Storey, William Desmond Taylor, George Holt                                                    | Historical Dramatic   | Film pe 5 role Vitagraph                                                                      |
| Caught in a Cabaret                          | Mabel Normand                                      | Charlie Chaplin, Mabel Normand, Edgar Kennedy                                                        | Comedie               |                                                                                               |
| Caught in the Rain                           | Charlie Chaplin                                    | Charlie Chaplin, Mack Swain, Alice Davenport                                                         | Comedie               | Primul film din numeroasele în care Charlie Chaplin regizează și interpretează ca actor       |
| The Certainty of Man                         |                                                    | Charlotte Burton, Sydney Ayres, Chick Morrison                                                       | Dramatic              |                                                                                               |
| Chicken Chaser                               | Roscoe Arbuckle                                    | Fatty Arbuckle, Gordon Griffith                                                                      | Comedie               |                                                                                               |
| Cinderella                                   | James Kirkwood                                     | Mary Pickford, Owen Moore, Isobel Vernon                                                             | Fantastic, dramatic   |                                                                                               |
| The Cocoon and the Butterfly                 | Sydney Ayres                                       | William Garwood, Louise Lester                                                                       | Dramatic              |                                                                                               |
| The Combination of the Safe                  | Francis J. Grandon                                 | Earle Foxe                                                                                           | Crimă, dramatic       |                                                                                               |
| The Coming of the Padres                     | Lorimer Johnston                                   | Sydney Ayres, Perry Banks, Louise Lester                                                             |                       |                                                                                               |
| Cruel, Cruel Love                            | George Nichols, Mack Sennett                       | Charlie Chaplin, Edgar Kennedy, Minta Durfee                                                         | Comedie               |                                                                                               |
| Damaged Goods                                | Tom Ricketts, Richard Bennett                      | Richard Bennett, Adrienne Morrison, Maude Milton                                                     |                       |                                                                                               |
| David Gray's Estate                          |                                                    | Charlotte Burton, Sydney Ayres, Chick Morrison                                                       |                       |                                                                                               |
| Destinies Fulfilled                          | Lorimer Johnston                                   | Charlotte Burton, Sydney Ayres, Jacques Jaccard, Violet Knights                                      | Comedie               |                                                                                               |
| Does It End Right?                           | Sydney Ayres                                       | William Garwood, Charlotte Burton, Louise Lester, Vivian Rich                                        |                       |                                                                                               |
| Dough and Dynamite (Charlot brutar)          | Charlie Chaplin                                    | Charlie Chaplin, Chester Conklin, Fritz Schade                                                       | Comedie               |                                                                                               |
| The Envoy Extraordinary                      | Lorimer Johnston                                   | Jack Nelson, Caroline Frances Cooke                                                                  | Dramatic              | [ 4 ]                                                                                         |
| The Escape                                   | D. W. Griffith                                     | Donald Crisp, Blanche Sweet, Mae Marsh                                                               | Dramatic              |                                                                                               |
| The Exploits of Elaine                       | Louis J. Gasnier, George B. Seitz, Leopold Wharton | Pearl White, Sheldon Lewis                                                                           | Dramatic, film serial |                                                                                               |
| The Face on the Bar Room Floor               | Charles Chaplin                                    | Charles Chaplin, Cecile Arnold, Fritz Schade                                                         | Comedie               |                                                                                               |
| The Fatal Mallet                             | Mack Sennett                                       | Charles Chaplin, Mabel Normand, Mack Sennett                                                         | Comedie               |                                                                                               |
| Fate's Decree                                |                                                    | William Garwood, Richard Henry Cummings, Billie West                                                 |                       |                                                                                               |
| Fatty's Magic Pants                          | Roscoe Arbuckle                                    | Fatty Arbuckle, Charly Chase                                                                         | Comedie               |                                                                                               |
| Feast and Famine                             | Sydney Ayres                                       | B. Reeves Eason, William Garwood, Harry von Meter                                                    |                       |                                                                                               |
| A Film Johnnie                               | George Nichols                                     | Charlie Chaplin, Fatty Arbuckle, Mabel Normand                                                       |                       |                                                                                               |
| The Final Impulse                            | Tom Ricketts                                       | Charlotte Burton, Perry Banks, William Bertram, Edward Coxen                                         |                       |                                                                                               |
| The Floor Above                              | James Kirkwood Sr.                                 | Earle Foxe, Henry Walthall, Dorothy Gish                                                             | Mister, dramatic      |                                                                                               |
| A Florida Enchantment                        | Sidney Drew                                        | Sidney Drew, Edith Storey                                                                            |                       |                                                                                               |
| In the Footprints of Mozart                  | William Desmond Taylor                             | Charlotte Burton, William Bertram, Edith Borella                                                     |                       |                                                                                               |
| The Forbidden Room                           | Allan Dwan                                         | Murdock MacQuarrie, Pauline Bush                                                                     | Dramatic              |                                                                                               |
| Gentlemen of Nerve                           | Charlie Chaplin                                    | Charlie Chaplin, Mabel Normand, Chester Conklin                                                      | Comedie               |                                                                                               |
| Gertie the Dinosaur                          | Winsor McCay                                       | Winsor McCay, George McManus                                                                         | Desene animate        | Scurtmetraj, animație                                                                         |
| Getting Acquainted                           | Charlie Chaplin                                    | Charlie Chaplin, Mabel Normand, Phyllis Allen                                                        | Comedie               |                                                                                               |
| The Ghost Breaker                            | Oscar Apfel, Cecil B. DeMille                      | H. B. Warner, Rita Stanwood, Theodore Roberts                                                        | Dramatic              |                                                                                               |
| The Girl in the Shack                        | Edward Morrissey                                   | Earle Foxe, Spottiswoode Aitken, Mae Marsh                                                           |                       |                                                                                               |
| A Good Little Devil                          | Edwin S. Porter, J. Searle Dawley                  | Mary Pickford, Ernest Truex, David Belasco                                                           | Dramatic              | Primul film al lui Pickford                                                                   |
| The Green-Eyed Devil                         | James Kirkwood                                     | Spottiswoode Aitken, Earle Foxe, William Garwood                                                     |                       |                                                                                               |
| A Happy Coersion                             |                                                    | Perry Banks, William Bertram, Jacques Jaccard                                                        |                       |                                                                                               |
| The Hazards of Helen                         |                                                    | Helen Holmes                                                                                         | Aventuri, film serial | film serial cu 119 episoade a 12 minute, multe pierdute                                       |
| Her Friend the Bandit                        | Charles Chaplin                                    | Charles Chaplin, Mabel Normand, Charles Murray                                                       | Comedie               |                                                                                               |
| Her Younger Sister                           | Frank Cooley                                       | Charlotte Burton, Fred Gamble                                                                        | Comedie               |                                                                                               |
| His Faith in Humanity                        | Sydney Ayres                                       | William Garwood, Louise Lester                                                                       |                       |                                                                                               |
| His Father's Rifle                           | Edward LeSaint                                     | Earle Foxe, Bertram Grassby                                                                          | Dramatic              |                                                                                               |
| His Favourite Pastime                        | George Nichols                                     | Charlie Chaplin, Fatty Arbuckle, Viola Barry                                                         | Comedie               |                                                                                               |
| His Majesty, the Scarecrow of Oz             | J. Farrell MacDonald                               | Violet MacMillan, Pierre Couderc                                                                     | Fantastic             | Vag bazat pe Vrăjitorul din Oz și scris și produs de L. Frank Baum                            |
| His Musical Career                           | Charlie Chaplin                                    | Charlie Chaplin, Mack Swain, Charley Chase                                                           | Comedie               |                                                                                               |
| His New Profession                           | Charlie Chaplin                                    | Charlie Chaplin, Charley Chase, Fatty Arbuckle                                                       | Comedie               |                                                                                               |
| His Prehistoric Past                         | Charlie Chaplin                                    | Charlie Chaplin, Mack Swain, Fritz Schade                                                            | Comedie               | Ultimul film al lui Chaplin pentru Keystone Studios                                           |
| His Trysting Place                           | Charlie Chaplin                                    | Charlie Chaplin, Mabel Normand                                                                       | Comedie               |                                                                                               |
| Home, Sweet Home                             | D. W. Griffith                                     | Earle Foxe, Henry B. Walthall, Dorothy Gish                                                          | Biografic, dramatic   |                                                                                               |
| The Hopes of Blind Alley                     | Allan Dwan                                         | Murdock MacQuarrie, Pauline Bush                                                                     | Dramatic              |                                                                                               |
| The Hunchback                                | Christy Cabanne                                    | F. A. Turner, William Garwood, Lillian Gish                                                          | Dramatic              |                                                                                               |
| Imar the Servitor                            |                                                    | William Garwood                                                                                      | Dramatic              |                                                                                               |
| In Tune                                      | Henry Otto                                         | Charlotte Burton, Edward Coxen, George Field, Winifred Greenwood                                     |                       |                                                                                               |
| In the Candlelight                           | Tom Ricketts                                       | William Garwood, Charlotte Burton                                                                    |                       |                                                                                               |
| In the Land of the Head Hunters              | Edward S. Curtis                                   | | Documentar, dramatic  |                                                                                               |
| In the Open                                  | Sydney Ayres                                       | William Garwood, Louise Lester                                                                       |                       |                                                                                               |
| Jail Birds                                   | Sydney Ayres                                       | William Garwood, Charlotte Burton                                                                    |                       |                                                                                               |
| Judith of Bethulia                           | D. W. Griffith                                     | Blanche Sweet, Henry B. Walthall                                                                     | Biblic, dramatic      |                                                                                               |
| The Jungle                                   | Augustus E. Thomas, George Irving, John H. Pratt   | George Nash, Gail Kane, Julia Hurley                                                                 | Dramatic              |                                                                                               |
| Kid Auto Races at Venice                     | Henry Lehrman                                      | Charlie Chaplin                                                                                      | Comedie               | Primul rol al lui Charlie Chaplin ca Little Tramp (Micul vagabond sau Vagabondul sau Charlot) |
| The Kiss                                     | Ulysses Davis                                      | Ella Margaret Gibson, George Holt, William Desmond Taylor                                            | Dramatic              |                                                                                               |
| The Knockout                                 | Charles Avery                                      | Charlie Chaplin, Fatty Arbuckle, Edgar Kennedy                                                       | Comedie               |                                                                                               |
| Laughing Gas                                 | Charlie Chaplin                                    | Charlie Chaplin, Fritz Schade                                                                        | Comedie               |                                                                                               |
| The Life of General Villa                    | Christy Cabanne, Raoul Walsh                       | Pancho Villa, Irene Hunt, Raoul Walsh                                                                | Dramatic              | film pierdut                                                                                  |
| Little Lord Fauntleroy                       | F. Martin Thornton                                 | H. Agar Lyons, Fred Eustace, Edward Viner                                                            | Dramatic              |                                                                                               |
| A Little Madonna                             | Ulysses Davis                                      | William Desmond Taylor, Patricia Palmer                                                              | Dramatic              |                                                                                               |
| The Livid Flame                              | Francis J. Grandon                                 | Earle Foxe, Lafe McKee                                                                               | Dramatic              |                                                                                               |
| The Lost Sermon                              |                                                    | William Garwood, Harry De Vere, Harry von Meter                                                      |                       |                                                                                               |
| Love and Bullets                             | Fatty Arbuckle                                     | Fatty Arbuckle, Phyllis Allen, Charley Chase                                                         | Comedie               |                                                                                               |
| The Lover's Gift                             |                                                    | Earle Foxe, Mary Alden, Francelia Billington                                                         |                       |                                                                                               |
| Lucille Love, Girl of Mystery                | Francis Ford                                       | Grace Cunard, Francis Ford, Harry Schumm, John Ford                                                  | Actiune, film serial  | Primul film serial Universal                                                                  |
| The Lure of the Sawdust                      | Tom Ricketts                                       | Charlotte Burton, George Field, Edward Coxen                                                         | Dramatic              |                                                                                               |
| Mabel at the Wheel                           | Mabel Normand, Mack Sennett                        | Charlie Chaplin, Mabel Normand                                                                       | Comedie               |                                                                                               |
| Mabel's Blunder                              | Mabel Normand                                      | Mabel Normand, Charly Chase, Al St. John                                                             | Comedie               |                                                                                               |
| Mabel's Busy Day                             | Mabel Normand                                      | Charlie Chaplin, Mabel Normand                                                                       | Comedie               |                                                                                               |
| Mabel's Married Life                         | Charlie Chaplin                                    | Charlie Chaplin, Mabel Normand                                                                       | Comedie               |                                                                                               |
| Mabel's Strange Predicament                  | Henry Lehrman                                      | Charlie Chaplin, Mabel Normand                                                                       | Comedie               |                                                                                               |
| The Magic Cloak of Oz                        | J. Farrell MacDonald                               | Juanita Hansen, Violet MacMillan, Mildred Harris                                                     | Fantasy Dramatic      | Scris și produs de L. Frank Baum                                                              |
| Making a Living (Lupta pentru existență)     | Henry Lehrman                                      | Charlie Chaplin, Virginia Kirtley, Alice Davenport                                                   | Comedie               | Primul lungmetraj cu Charlie Chaplin                                                          |
| The Man from Home                            | Cecil B. DeMille                                   | Charles Richman, Theodore Roberts, Fred Montague                                                     | Dramatic              |                                                                                               |
| A Man's Way                                  | Sydney Ayres                                       | William Garwood, Charlotte Burton, Louise Lester                                                     |                       |                                                                                               |
| The Masquerader                              | Charlie Chaplin                                    | Charlie Chaplin, Fatty Arbuckle                                                                      | Comedie               |                                                                                               |
| The Master Key                               | Robert Z. Leonard                                  | Robert Z. Leonard, Ella Hall                                                                         | Serial                |                                                                                               |
| The Master Mind                              | Oscar Apfel, Cecil B. DeMille                      | Edmund Breese, Fred Montague, Jane Darwell                                                           | Crimă, dramatic       |                                                                                               |
| Mein Lieber Katrina                          |                                                    | Charlotte Burton, George Field, Ida Lewis                                                            | Comedie               |                                                                                               |
| Michael Strogoff                             | Lloyd B. Carleton                                  | Jacob P. Adler, Daniel Makarenko, Eleanor Barry                                                      | Dramatic              | Lungmetraj bazat pe romanul lui Jules Verne                                                   |
| Mein Lieber Katrina Catches a Convict        | Tom Ricketts                                       | Charlotte Burton, Harry De Vere, Perry Banks                                                         | Comedie               |                                                                                               |
| The Mystery of the Hindu Image               | Raoul Walsh                                        | Raoul Walsh, Dark Cloud, Eagle Eye                                                                   | Dramatic              | Printre primele filme care au supraviețuit în regia lui Raoul Walsh                           |
| Nature's Touch                               | Sydney Ayres                                       | William Garwood, Jack Richardson, Louise Lester                                                      |                       |                                                                                               |
| The Navy Aviator                             | Sydney Ayres,                                      | Sydney Ayres, Caroline Cooke, Jack Richardson                                                        |                       |                                                                                               |
| Neptune's Daughter                           | Herbert Brenon                                     | Annette Kellerman, William E. Shay, William Welsh                                                    | Fantastic             |                                                                                               |
| The New Janitor                              | Charlie Chaplin                                    | Charlie Chaplin, Jess Dandy, John T. Dillon                                                          | Comedie               |                                                                                               |
| Old Enough to Be Her Grandpa                 | Tom Ricketts                                       | Charlotte Burton, William Garwood                                                                    | Comedie               |                                                                                               |
| The Only Son                                 | Oscar Apfel, Cecil B. DeMille                      | Jim Blackwell, Jane Darwell                                                                          |                       |                                                                                               |
| The Patchwork Girl of Oz                     | J. Farrell MacDonald                               | Violet MacMillan, Pierre Couderc                                                                     | Fantastic, dramatic   | Scris / produs de L. Frank Baum                                                               |
| The Perils of Pauline                        | Louis J. Gasnier                                   | Pearl White                                                                                          | Aventuri, serial      |                                                                                               |
| The Power of Light                           | Lorimer Johnston                                   | Charlotte Burton, Sydney Ayres, Jacques Jaccard                                                      | Dramatic              |                                                                                               |
| The Property Man                             | Charlie Chaplin                                    | Charlie Chaplin, Phyllis Allen, Alice Davenport                                                      | Comedie               |                                                                                               |
| Recreation                                   | Charles Chaplin                                    | Charles Chaplin                                                                                      | Comedie               |                                                                                               |
| Redbird Wins                                 | Sydney Ayres                                       | Perry Banks, William Garwood                                                                         |                       |                                                                                               |
| The Redemption of a Pal                      | Henry Otto                                         | Edith Borella, Charlotte Burton, George Field                                                        | Dramatic              |                                                                                               |
| Richelieu                                    | Allan Dwan                                         | Murdock MacQuarrie, William C. Dowlan                                                                | Biografic             |                                                                                               |
| The Rose Bush of Memories                    |                                                    | Earle Foxe, Mary Alden, Francelia Billington                                                         |                       |                                                                                               |
| Rose of the Rancho                           | Cecil B. DeMille                                   | Bessie Barriscale, Jane Darwell, Jeanie MacPherson                                                   | Western               |                                                                                               |
| Rosemary, That's for Remembrance             | Francis J. Grandon                                 | Earle Foxe, Adda Gleason                                                                             | Dramatic              |                                                                                               |
| The Rounders                                 | Charlie Chaplin                                    | Charlie Chaplin, Fatty Arbuckle, Phyllis Allen                                                       | Comedie               |                                                                                               |
| Salomy Jane                                  | William Nigh                                       | Beatriz Michelena, House Peters                                                                      | Western               |                                                                                               |
| Samson                                       | J. Farrell MacDonald                               | J. Warren Kerrigan, George Periolat, Lule Warrenton                                                  | Dramatic              |                                                                                               |
| Shotgun Jones                                | Colin Campbell                                     | Wheeler Oakman                                                                                       | Western               |                                                                                               |
| Should a Woman Divorce?                      | Edwin McKim                                        | Lea Leland, Leonid Samoloff                                                                          | Dramatic              |                                                                                               |
| Sir Galahad of Twilight                      | Sydney Ayres                                       | Perry Banks, B. Reeves Eason, William Garwood                                                        | Dramatic              |                                                                                               |
| The Sleeping Sentinel                        |                                                    | | Istoric, dramatic     |                                                                                               |
| A Slice of Life                              | Tom Ricketts                                       | Charlotte Burton, Perry Banks                                                                        |                       |                                                                                               |
| The Son of Thomas Gray                       | William Desmond Taylor                             | Virginia Fordyce, Sydney Ayres, Jacques Jaccard                                                      |                       |                                                                                               |
| The Song of the Sea Shell                    | William Desmond Taylor                             | Edith Borella, Charlotte Burton, George Field                                                        | Dramatic              |                                                                                               |
| A Soul Astray                                | William Desmond Taylor                             | Charlotte Burton, William Bertram, Edith Borella                                                     |                       |                                                                                               |
| The Sower Reaps                              | Tom Ricketts                                       | William Garwood, Harry von Meter, Vivian Rich                                                        | Dramatic              |                                                                                               |
| Sparrow of the Circus                        |                                                    | B. Reeves Eason, Jack Richardson                                                                     |                       |                                                                                               |
| The Spoilers                                 | Colin Campbell                                     | William Farnum, Kathlyn Williams, Tom Santschi                                                       | Dramatic              |                                                                                               |
| The Squaw Man                                | Oscar Apfel, Cecil B. DeMille                      | Dustin Farnum                                                                                        | Western               | Debut regizoral al lui DeMille                                                                |
| The Star Boarder                             | George Nichols                                     | Charlie Chaplin, Minta Durfee, Edgar Kennedy, Alice Davenport, Gordon Griffith                       | Comedie               |                                                                                               |
| A Story of Little Italy                      | William Desmond Taylor                             | Sydney Ayres, Jacques Jaccard, Jack Richardson, Vivian Rich, Harry von Meter                         |                       |                                                                                               |
| The Story of the Olive                       | Sydney Ayres                                       | Sydney Ayres, Perry Banks, Edith Borella, Caroline Cooke, Harry von Meter                            |                       |                                                                                               |
| The Strength o' Ten                          | Tom Ricketts                                       | William Garwood, Harry von Meter                                                                     | Dramatic              |                                                                                               |
| Un studiu în roșu                            | Francis Ford                                       | Francis Ford, Grace Cunard, John Ford                                                                |                       | Francis ca Sherlock Holmes și John ca Dr. Watson                                              |
| Sweet and Low                                | William Desmond Taylor                             | William Garwood, Harry von Meter                                                                     | Dramatic              |                                                                                               |
| Such a Little Queen                          | Edwin S. Porter, Hugh Ford                         | Mary Pickford, Harold Lockwood                                                                       | Comedie               |                                                                                               |
| The Taming of Sunnybrook Nell                | Sydney Ayres                                       | William Garwood, Louise Lester, B. Reeves Eason                                                      |                       |                                                                                               |
| Tango Tangles                                | Mack Sennett                                       | Charlie Chaplin, Fatty Arbuckle, Ford Sterling                                                       | Comedie               |                                                                                               |
| The Telltale Knife                           | Tom Mix                                            | Tom Mix, Hoot Gibson                                                                                 | Western               |                                                                                               |
| The Ten of Spades                            | William Garwood                                    | William Garwood, Victory Bateman, William Lowery, Muriel Ostriche                                    |                       |                                                                                               |
| Tess of the Storm Country                    | Edwin S. Porter                                    | Mary Pickford                                                                                        | Dramatic              |                                                                                               |
| Their Worldly Goods                          | Sydney Ayres                                       | William Garwood, Edith Borella, Charlotte Burton                                                     |                       |                                                                                               |
| This Is th' Life                             | Henry Otto                                         | Charlotte Burton, George Field, Edward Coxen, Edith Borella, John Steppling                          |                       |                                                                                               |
| Those Love Pangs (Charlot rival în dragoste) | Charlie Chaplin                                    | Charlie Chaplin, Chester Conklin, Cecile Arnold                                                      | Comedie               |                                                                                               |
| A Ticket to Red Horse Gulch                  |                                                    | Belle Bennett, William Garwood, William Lowery                                                       | Western               |                                                                                               |
| Tillie's Punctured Romance                   | Mack Sennett                                       | Charlie Chaplin, Marie Dressler, Mabel Normand, Keystone Kops                                        | Comedie               |                                                                                               |
| To Be Called For                             | Francis J. Grandon                                 | Adda Gleason, Lafe McKee, Earle Foxe                                                                 | Comedie               |                                                                                               |
| The Town of Nazareth                         |                                                    | Charlotte Burton, William Bertram, Albert Cavens, Edward Coxen                                       |                       |                                                                                               |
| True Western Hearts                          | William Desmond Taylor                             | Sydney Ayres, Helen Armstrong, Jacques Jaccard                                                       | Western               |                                                                                               |
| A Turn of the Cards                          | William Garwood                                    | William Garwood, Howard Davies, William Lowery                                                       | Dramatic              |                                                                                               |
| Twenty Minutes of Love                       | Charlie Chaplin                                    | Charlie Chaplin, Minta Durfee, Edgar Kennedy                                                         | Comedie               | Debut regizoral al lui Chaplin                                                                |
| Coliba unchiului Tom                         | William Robert Daly                                | Sam Lucas, Teresa Michelena, Roy Applegate                                                           | Dramatic              | Prima ecranizare a romanului lui Stowe.                                                       |
| The Unlawful Trade                           | Allan Dwan                                         | Pauline Bush, William Lloyd                                                                          | Dramatic              |                                                                                               |
| The Unmasking                                | Sydney Ayres                                       | William Garwood, Harry De Vere, Jack Richardson, Vivian Rich                                         |                       |                                                                                               |
| Unto the Weak                                | Allan Dwan                                         | Charlotte Burton, William Bertram                                                                    | Dramatic              |                                                                                               |
| The Virginian                                | Cecil B. DeMille                                   | Dustin Farnum                                                                                        | Western               | După roman de Owen Wister                                                                     |
| What's His Name                              | Cecil B. DeMille                                   | Max Figman, Lolita Robertson                                                                         | Comedie               |                                                                                               |
| When a Woman Waits                           | Henry Otto                                         | Charlotte Burton, Bessie Banks                                                                       | Dramatic              |                                                                                               |
| The Widow's Investment                       |                                                    | Charlotte Burton, Sydney Ayres, Chick Morrison                                                       | Dramatic              |                                                                                               |
| Wildflower                                   | Allan Dwan                                         | Marguerite Clark, Harold Lockwood                                                                    | Romance               |                                                                                               |
| The Wishing Ring                             | Maurice Tourneur                                   | Vivian Martin, Alec B. Francis, Chester Barnett                                                      | Comedie               |                                                                                               |
| The Wrath of the Gods                        | Reginald Barker                                    | Sessue Hayakawa, Tsuru Aoki, Frank Borzage                                                           | Dramatic              |                                                                                               |
| The Wrong Birds                              | William Desmond Taylor                             | Edith Borella, Charlotte Burton, George Field, Edward Coxen                                          | Dramatic              |                                                                                               |